# تی‌ان‌تی
تری‌نیتروتولوئن یا تی‌ان‌تی (TNT) یا تروتیل یک مرکب هیدروکربن معطر با بوی تلخ بلوری و زرد رنگ است که در ۳۵۴ درجه کلوین ذوب می‌شود. تی‌ان‌تی ماده منفجره است که سرعت انفجار آن ۷۰۲۴ متر بر ثانیه می‌باشد و در بسیاری از ترکیبات انفجاری بکار می‌رود که یکی از نمونه های آن پنتولیت است. این ماده از سمیت زیادی برخوردار بوده و میتواند باعث ایجاد لکه های زرد رنگ بر پوست و همچنین ناباروری شود. تی‌ان‌تی به‌وسیله نیتراسیون تولوئن C6H5CH3 تهیه می‌شود و فرمول شیمیایی آن (CH3(NO2)C6H2) و نام آیوپاک آن ۲٬۴،6 Trinitromethylbenzene است.

## ویژگیهای ظاهری
تری نیترو تولوئن کریستال‌های سوزنی شکل زرد کمرنگی است که می‌تواند در یک فضای بی هوا (خلاء) تقطیر شود. تی‌ان‌تی در آب بسختی قابل حل است؛ بیشتر در اتر و استون، بنزین و پیریدین حل می‌شود. به دلیل پائین بودن نقطه ذوب تی‌ان‌تی در ۳۵/۸۰ درجه سانتیگراد می‌توان آن را در آب گرمکن ذوب کرد و به آن شکل داد. تی‌ان‌تی سمی است و تماس آن با پوست می‌تواند تولید آلرژی و واکنش انفعالی شدید تولید کند، این واکنش شدید پوست را به رنگ زرد متمایل به نارنجی درمی‌آورد.
- قابلیت ذوب در آب: ۱۳۰ میلی‌گرم / لیتر در ۲۰ درجه سانتیگراد
- در بخار تحت فشار: ۲۰ درجه سانتیگراد ۵/۱ – ۶ mbar
- سرعت انفجار: ۶۷۰۰–۷۰۰۰ میلی / ثانیه ۶۹۰۰ میلی/ثانیه (چگالی: ۱/۶ گرم/سانتیمتر مکعب
- تست با حافظ سرب: ۳۰۰ میلی لیتر / ۱۰ گرم
- حساسیت ضربه زنی: ۱۵ Nm (۱/۵ کیلو در متر)[نیازمند منبع]

## میزان سمی بودن
برخی آزمایش‌های زمینی نظامی با ماده تی‌ان‌تی آلوده‌است. تی‌ان‌تی تا حد زیادی سمی است. می‌تواند از راه پوست جذب شود و موجب سوزش و آزردگی پوست می‌شود و لکه‌ای زرد رنگ متمایل به نارنجی از خود باقی می‌گذارد. در جریان جنگ جهانی اول کارمندان امور دفاعی و مهمات که مواد منفجره را دست می‌زدند پوست آن‌ها به رنگ زرد روشنی درآمد که در اصطلاح به «دختر قناری» یا به صورت ساده «قناری» خوانده شدند که در معنی کارگران امور دفاعی را تشریح می‌کرد. تی‌ان‌تی در نهایت موجب تغییر رنگ موی زنجبیلی به سبز می‌شود. در سال ۱۹۱۶ دولت بریتانیا در مورد زنان کارگر که در زرادخانه سلطنتی بریتانیا بنام وولویچ کار می‌کردند متوجه این نکته شدند که ۳۷٪ آنان از یک درد بسیار شدید رنج می‌برند و اشتهای آن‌ها شدیداً کم شده و گاهی تهوع و برخی هم مبتلا به یبوست می‌شوند، ۲۵٪ آنان از ناراحتی‌های پوستی شدید رنج می‌بردند و ۳۴٪ آنان متوجه تغییر در عادت‌های ماهانه خود شدند. پیش از اینکه ماسک‌های گاز و محافظ‌های پوست شناخته شده باشد صدها کارگر دچار مرگ‌های غیرقابل توصیف شدند.
مردمی که در تماس با تری نیترو تولئن قرار گیرند و بیش از حد با آن در تماس باشند به کم خونی یا آنمی‌های غیرعادی و ناراحتی‌های کبدی غیرقابل وصف دچار می‌شوند. خون و جگر آلوده شده و تورم جگر بروز می‌کند و ناراحتی‌های شدید دیگری به وجود می‌آید که قدرت دفاعی بدن را به‌شدت پائین می‌آورد، این رویداد در حیواناتی که ترینیتروتولئن را خورده یا استشمام کرده باشند نیز دیده می‌شود.
گواهی‌های زیادی در دست است که تی‌ان‌تی موجب اختلال در باروری تخم نر می‌شود و تی‌ان‌تی به احتمال قوی کارسینوژن (ماده ایجادکننده سرطان) است. مصرف تی‌ان‌تی موجب سیاه شدن ادرار می‌شود.

## تاریخچه استفاده

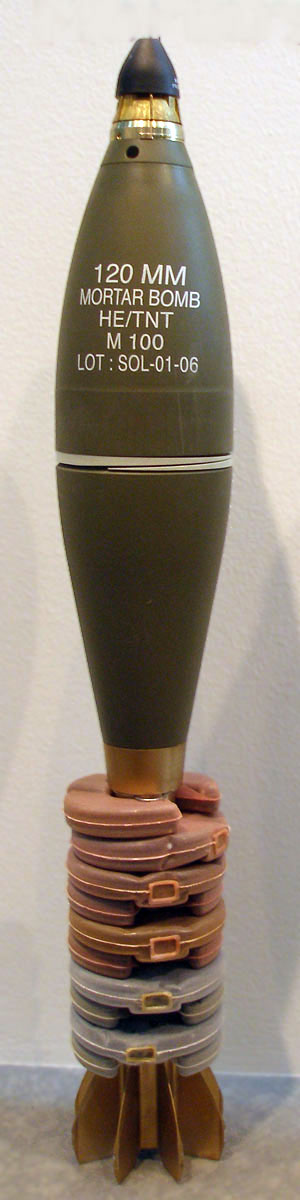
خمپاره ۱۲۰ میلیمتری با فیوز مجاور. ساخته شده در ژانویه ۲۰۰۶. اهمیت این خمپاره به خاطر آن است که صد در صد آن با تی ان تی پر شده‌است.

تی‌ان‌تی اول بار در سال ۱۸۶۳ توسط یک شیمی‌دان آلمانی بنام جوزف ویلبراند ساخته شده‌است، اما تأثیرات و اثرات آن تا سال‌ها بعد قابل درک نبود، بیشتر به این دلیل که بسیار مشکل بود تا آن را منفجر کنند و علت دیگر اینکه کمتر از مواد منفجره دیگر قدرت داشت. به‌طور کلی چون با بخار آب یا آب گرم قابلیت ذوب شدن دارد می‌توان آن را در جعبه یا هر شکلی ریخت. (ویتنامی‌ها از این روش استفاده کرده و در پوکههای خالی باقی‌مانده از مهمات آمریکائیان استفاده می‌کردند). همچنین می‌دانیم که به دلایلی حساس دیگر در سال ۱۹۱۰ انگلیس این ماده را از قانون مواد منفجره سال ۱۸۷۵ مبری داشته و به‌طور کلی این ماده را جزو مواد منفجره به حساب نیاورده است چه در مورد ساخت یا انبار کردن آن.
ارتش آلمان از این ماده برای پر کردن پوکه‌های نظامی در سال ۱۹۰۲ استفاده کرده‌است. این ماده قابلیت دیگری به آلمان‌ها می‌داد که بتوانند آن را در جنگ جهانی اول در نیروی دریائی استفاده کنند. آن‌ها گلوله‌هایی ساخته بودند که بتواند از دیواره ضد گلوله کشتی‌ها و ناوهای انگلیسی عبور کند، درحالی‌که گلوله‌های انگلیسی به محض برخورد با پوسته ضد گلوله‌ها منفجر می‌شد و به این ترتیب انرژی آن‌ها در بیرون از بدنه تانک یا ضد گلوله یا بدنه کشتی‌ها از بین می‌رفت. انگلیسی‌ها با گذشت زمان این ماده با جایگزین مایدایت (ماده منفجره‌ای که قسمت بزرگی از آن اسید پیکریک است) کردند.
به این دلیل که نیاز به مواد منفجره در جنگ جهانی دوم افزایش پیدا کرد تی‌ان‌تی بارها با ۴۰–۸۰ درصد نیترات آْمونیوم مخلوط شد که ماده منفجره‌ای بنام آماتول را به وجود آورد. گرچه به اندازه تی‌ان‌تی قدرت انفجاری داشت ولی یک اشکال عمده داشت که بسیار نمگیر بود. 